# 高瀬登志彦
高瀬 登志彦（たかせ としひこ、1973年6月14日 - ）は、NHKの元チーフアナウンサー。

## 経歴
愛知県名古屋市緑区出身。名古屋市立桜台高等学校を経て、北海道大学に入学し、恵迪寮に入寮した。卒業後の1998年に入局した。

## 挿話
- 現在は主にスポーツ番組を中心に活躍している。
- 仙台放送局時代には、プロ野球中継を中心に担当していた。
- 青森放送局に異動後、不定期で実況を担当(仙台での楽天戦中心)。
- 2018年7月の平成30年7月豪雨では、広島放送局に応援で派遣され、災害情報を中心にローカルニュースを担当した。

## 現在の担当番組・業務
- 編集業務（番組編成等）

## 過去の担当番組
- 北海道内のニュース
- タンチョウてれび
- 北海道中ひざくりげ旅人
- 青森ねぶた祭り2014（2014年8月26日放送、NHK BSプレミアム）
- 青森のニュース（土曜・日曜・祝日正午、NHKニュースあおもり645など）、スポーツ中継
- おはよう富山（富山放送局への応援）（2022年12月15日、12月16日）
- ニュースとやま845（富山放送局への応援）（2022年12月23日）
- 令和6年能登半島地震の緊急報道対応による金沢放送局への応援派遣
  - 能登半島地震石川県のニュース・ライフライン情報（19時台、2024年1月26日）- ニュースリーダー（ライフライン情報のみ）
  - ニュースいしかわ845（2024年1月26日）
  - 能登半島地震石川県のニュース・ライフライン情報（2024年2月10日[注釈 1]）
  - 能登半島地震石川県のニュース・ライフライン情報（10時50分台、2024年2月11日）- ニュースリーダー（ライフライン情報のみ）
  - 能登半島地震 ライフライン情報（2024年2月11日：全国放送） - ニュースリーダー（ライフライン情報のみ）
- NHKプロ野球他スポーツ中継（高校野球、バスケットボール、アイスホッケー、スノーボードなど）
  - 2017年のワールドシリーズ全試合を現地実況[1]
- 東海3県・東海北陸のニュース